# Spekte

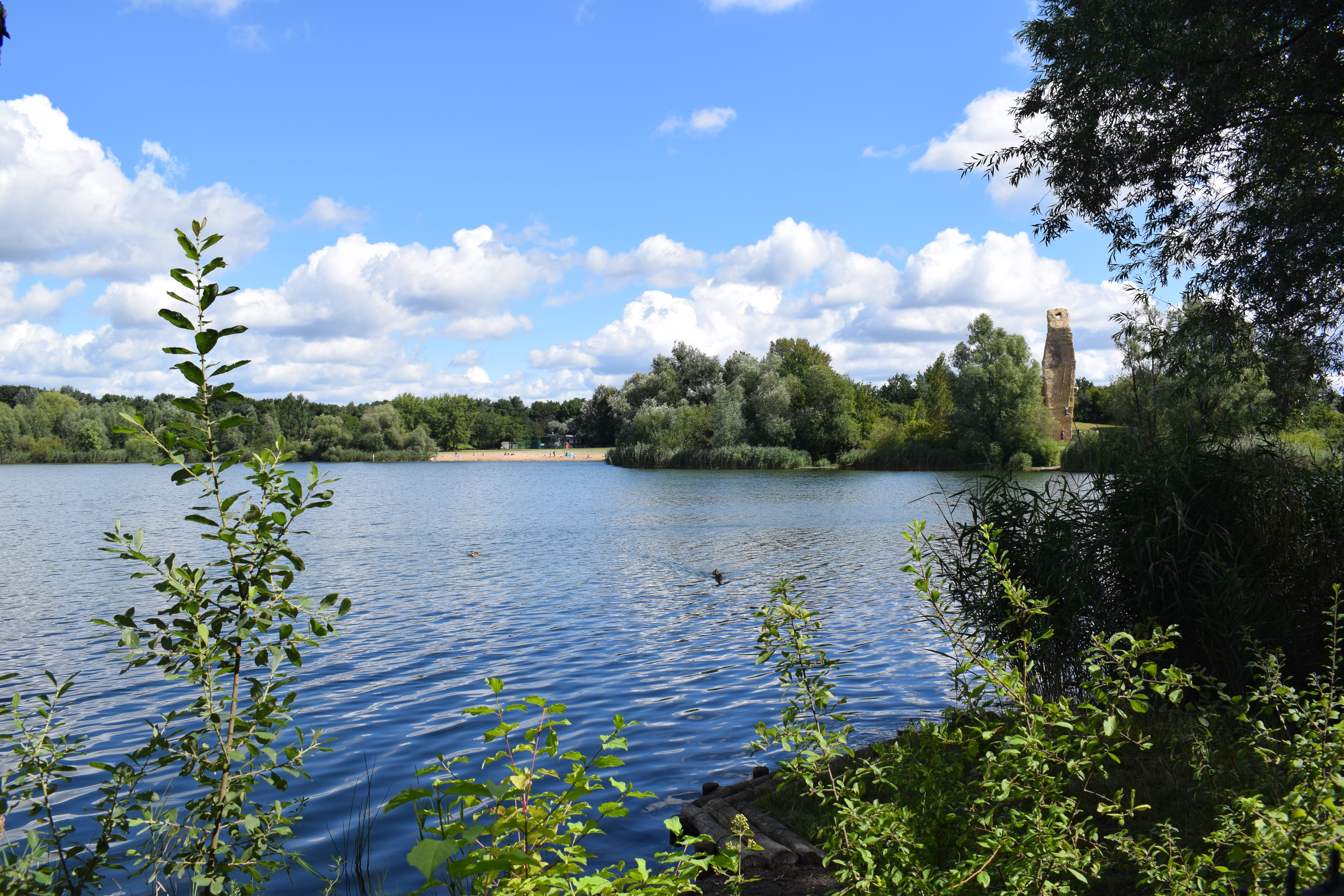
Am Kiesteich

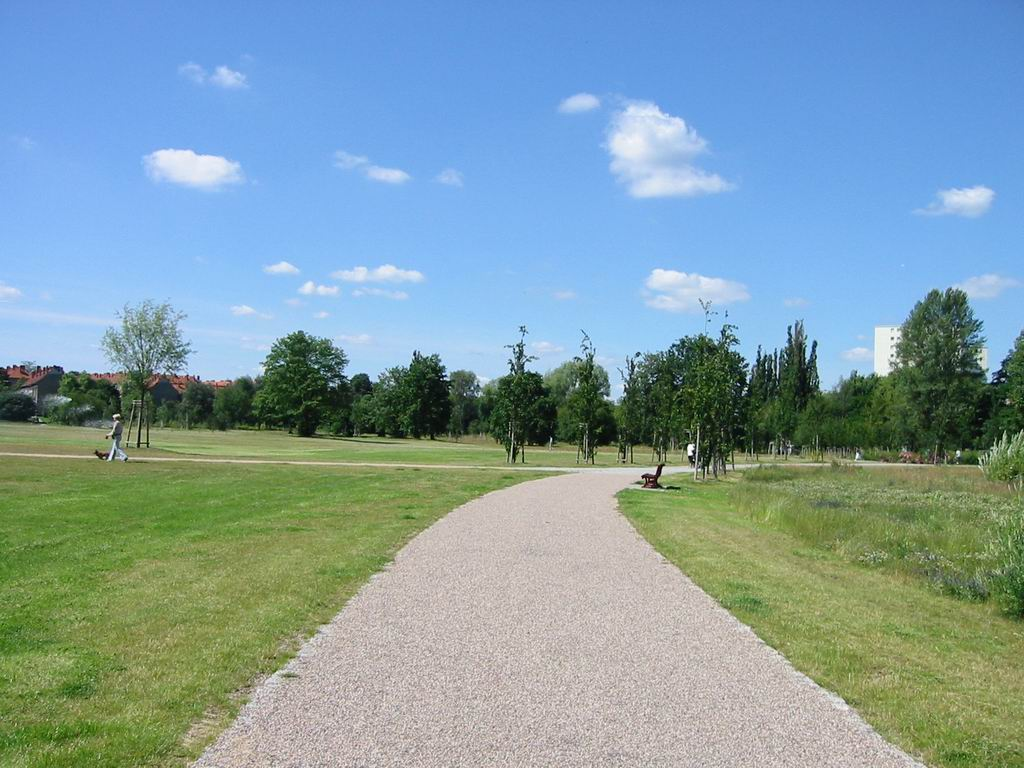
Östlicher Teil

Die Spekte war einst ein kleiner Bach, der den Feuchtgebieten des Havellandes entsprang und bei Spandau in die Havel mündete.
Gemeinsam mit dem dazu südlich parallel verlaufenden Bullengraben gehörte die Spekte zu einem Netz von Meliorationsgräben, die die feuchte Niederung des Berliner Urstromtals westlich der Havel entwässerten. Durch die Entwässerung und Urbarmachung des Havellandes in den vergangenen Jahrhunderten versandete der Graben. Grundwasserabsenkungen zum Bau der Großsiedlungen Heerstraße Nord und im Falkenhagener Feld führten zum Verlust der erforderlichen Wassermengen.
Die Spekteniederung zeichnet sich durch Kiesablagerungen aus, welche seit den 1960er Jahren zur Baustoffgewinnung abgegraben wurden. Dabei entstanden auch die Spekteseen.

## Spektegrünzug
Schon kurz nach Beginn der Bebauung des Falkenhagener Feldes, das sich nördlich vom Spektegrünzug anschließt, wurde die Forderung nach Renaturierung zum Zwecke der Naherholung gestellt. So wurde die Spekte wieder als Bach freigelegt und die Seen in einen Grünzug integriert.
Durch Naturschutz-Ausgleichszahlungen der Deutschen Bahn konnte der östliche Teil angegangen werden und wurde 2003 fertiggestellt. Für die Landesgartenschau 2009 bewarben sich Falkensee und Spandau mit dem Spektegrünzug länderverbindend unter dem Titel „Die grüne Brücke der Sympathie“. Der Zuschlag zur LaGa ging jedoch an Oranienburg.
Südlich des Spektegrünzuges befinden sich die Georg-Ramin-Siedlung – benannt nach dem ehemaligen Spandauer Bezirksbürgermeister Georg Ramin; die Gartenstadt Staaken sowie die (nicht offiziell so benannte) Ortslage Klosterfelde.